# Aleksandra Domańska (reżyser)
Aleksandra Domańska (ur. 11 sierpnia 1954 w Warszawie) – polska pisarka, reżyserka i scenarzystka.
Absolwentka Filologii Polskiej UW i Reżyserii Dramatu (PWST Kraków).
W 2020 otrzymała za książkę Bohatyrowicze. Szkice do portetu nagroda im. księdza Józefa Tischnera.

## Twórczość
Książki:
- Ulica cioci Oli – książka wydana w 2013 roku nakładem Wydawnictwa Krytyki Politycznej.
- Ulica Pogodna – książka wydana w 2014 roku nakładem Świata Książki.
- Grzybowska 6/10. Lament – książka wydana w 2016 roku nakładem Wydawnictwa Krytyki Politycznej.
- Bohatyrowicze. Szkice do portretu – książka wydana w 2019 roku nakładem Wydawnictwa „Więź”
- Trójstyk. Gawęda o granicach – książka wydana w 2022 roku nakładem Wydawnictwa Znak Horyzont.

Film dokumentalny:
- 2007: Wilcza 11 – scenariusz i reżyseria;

Widowiska telewizyjne:
- 1992: Marlena – scenariusz i reżyseria (TVP2),
- 1994: Karnawał dziadowski – scenariusz i reżyseria (TVP 2),
- 1996–1998: cykl widowisk obrzędowych (Wieczór panieński, Łostatni różaniec, Wigilia św. Andrzeja, Pieśń wielkopostna, Po kolędzie) (TVP 2);

Spektakle teatralne:
- 1982: Paragraf 22 (PWST Kraków),
- 1983: Trojanki (Teatr Słowackiego, Kraków),
- 1984: Strach i nędza Trzeciej Rzeszy (Teatr im. Horzycy, Toruń),
- 1987: Niech pana Bóg błogosławi, panie Vonnegut („Hybrydy”, Warszawa),
- 1991: Marlena (Teatr Stary, Kraków),
- 1996: Bal w Operze (Teatr Rozmaitości, Warszawa).

Scenariusze:
- Pieśń dziadowska – scenariusz na motywach twórczości Tadeusza Nowaka,
- Pamięć – scenariusz widowisk telewizyjnych (Muzyka Beskidzka, Pastorałka Bukowska, Wesele na pograniczu),
- Klara – scenariusz filmu fabularnego (druk: „Dialog” 2005),
- Rozbite oddziały (Śpiący rycerze) – scenariusz filmu fabularnego,
- Poświadczenie obywatelstwa – projekt dokumentalny.

## Nagrody
Nagroda australijskiej Fundacji "Polcul" – 1987
Nagroda im. ks. Józefa Tischnera - 2020